# Йиндржих III из Рожмберка
Йиндржих III из Рожмберка (чеш. Jindřich III. z Rožmberka; около 1361 — 28 июля 1412) — средневековый чешский государственный деятель и влиятельный феодал из рода Рожмберков, один из предводителей Панского союза, противостоявшего власти короля Вацлава IV Люксембургского.

## Происхождение и молодые годы
Йиндржих III родился единственным сыном в семье Ольдржиха I из Рожмберка (ум. 1390) и Элишки (Альжбеты) из рода Вартемберков (ум. 1387). Йиндржих достиг совершеннолетия при жизни отца и начал принимать полноценное участие в управлении семейными владениями, о чём свидетельствует, в частности, тот факт, что в 1384 году Йиндржих совместно со своими дядями Петром II и Яном I основал в Пршедни-Витони на Шумаве, рядом с Виткув-Градеком, пустынь монахов-отшельников ордена паулинов. После смерти отца в 1390 году Йиндржих унаследовал все владения обширной рожмберкской доминии.
Резиденция Йиндржиха III находилась в Крумлове, который во время его правления достиг существенного процветания. В 1390 году Йиндржих предоставил входившему в состав его владений городу Собеслав привилегии, сравнимые с привилегиями королевских городов, в результате чего Собеслав получил магдебургское право.

## В оппозиции  к королю
Вхождение Йиндржиха III из Рожмберка в большую чешскую политику совпало с нарастанием недовольства чешской аристократией правлением короля Вацлава IV Люксембургского. В 1393 году после громкого конфликта короля с пражским архиепископом Яном из Енштейна, в ходе которого принял мученическую смерть генеральный викарий Ян Непомуцкий, Йиндржих помог архиепископу Яну добраться из Ческе-Будеёвице до Рима, чтобы подать папе Бонифацию IX жалобу на короля. В конце апреля 1394 года в Праге прошла встреча моравского маркграфа Йошта Люксембургского, кузена короля Вацлава IV, с влиятельнейшими представителями чешского панства; среди участников встречи был и Йиндржих из Рожмберка.
Результатом этой встречи стало создание т. н. Панского союза, в который вошли Йиндржих из Рожмберка, Йиндржих Старший из Градца, Бочек из Кунштата, Ота из Бергова и другие влиятельные чешские паны. В принятом 5 мая документе члены союза, не выступая открыто против короля Вацлава, сформулировали ряд требований к нему, которые несколько ограничивали королевскую власть и расширяли политические права чешского панства. Король отказался выполнить требования Панского союза и 8 мая члены союза, включая Йиндржиха из Рожмберка, пленили Вацлава IV и заключили в Белой башне Пражского Града. На созванном 15 мая земском сейме маркграф Йошт был назначен гетманом (наместником) Чешского королевства.
В июне 1394 года Йиндржих из Рожмберка сопровождал короля по дороге в Австрию и некоторое время содержал его в своих родовых замках Пршибенице, Виткув-Градек, Дивчи-Камен и Крумлов. Во время отсутствия Йиндржиха его земли подверглись разграблению братом короля Яном Гёрлицким. Король был освобождён при участии его брата Зигмундом, пообещав пойти на уступки требованиям чешских дворян. Однако вскоре стало ясно, что выполнять свои обещания Вацлав IV не спешит, и Йиндржих из Рожмберка вместе с другими панами выступил против него, приняв участие в захвате королевских городов и займов. В 1395 году Йиндржих захватил и разрушил королевский замок Куклов и взял Водняны. В 1396 году, примирившись с королём, Йиндржих занял должность высочайшего земского бургграфа, одну из важнейших должностей в Чешском королевстве, которую занимал два года.
В 1400 году Йиндржих из Рожмберка вновь занял пост высочайшего земского бургграфа, на котором оставался до 1403 года. Заняв эту должность, Йиндржих 15 марта 1400 года ассистировал при коронации Софии Баварской королевой Чехии, держа корону над её головой. Вскоре однако вновь обострились отношения между Панским союзом и королём Вацлавом IV. В 1402 году в результате очередного мятежа Вацлав был вновь захвачен в плен и помещён в Крумловский замок Йиндржиха III, откуда опять отправлен в Австрию. Йиндржих из Рожмберка вместе ещё с четырьмя панами вошёл в состав созданного регентского совета Чешского королевства.

## Семья
Йиндржих III из Рожмберка был женат дважды. В 1380 году он женился на Барбаре фон Шаунберг (ум. 1398), которая около 1381 года родила ему сына Петра. Предполагалось, что Петр унаследует владения отца, однако в 1406 году он умер. В 1399 году Йиндржих женился второй раз — на Альжбете из Краварж и Плумлова (ум. 1444). Поскольку Йиндржих состоял с Альжбетой в третьей или четвёртой степени родства (она была правнучкой сестры Петра I из Рожмберка), ему пришлось получать разрешение на брак у римского папы Бонифация IX. От этого брака родились Ольдржих II из Рожмберка, ставший наследником рожмберкской доминии, и Катержина (ум. после 7 апреля 1454), ставшая женой Рейнпрехта Младшего фон Вальзее (ум. 1450).